# Grabin (Niemodlin)
Grabin (deutsch: Grüben) ist ein Ort in der Landgemeinde Niemodlin im Powiat Opolski der Woiwodschaft Opole in Polen.

## Geographie
Das Angerdorf Grabin liegt etwa zehn Kilometer südwestlich von Niemodlin (Falkenberg) und 35 Kilometer südwestlich von Opole (Oppeln) in der Schlesischen Tiefebene. Am Ort verläuft die Droga krajowa 46.
Nachbarorte von Grabin sind im Osten Jakubowice (Jakobsdorf), im Süden Szadurczyce (Schaderwitz) und Malerzowice Wielkie (Groß Mahlendorf) im Südwesten.

## Geschichte

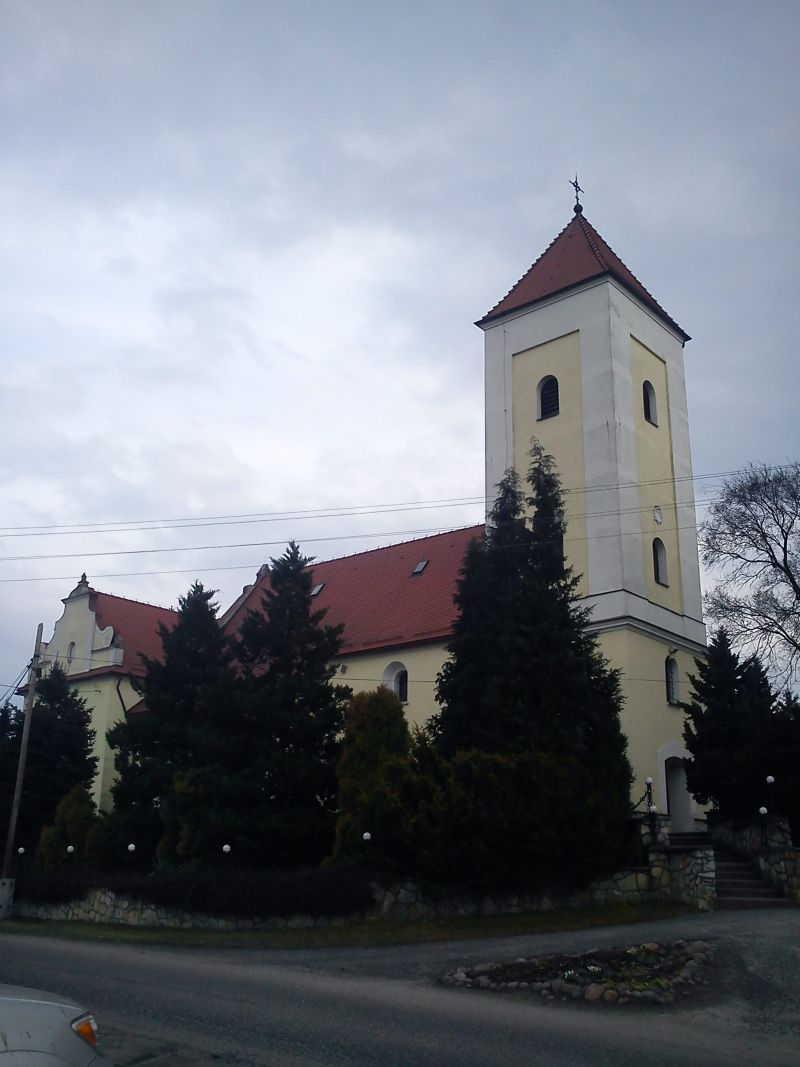
St.-Nikolaus-Kirche

Grüben wird erstmals im Jahr 1381 als Grebin erwähnt. Grüben wurde wohl bereits im 13. Jahrhundert nach deutschem Recht gegründet. 1391 erfolgte erneut eine Erwähnung als Grebin. Im 14. Jahrhundert bestand in Grüben bereits eine eigenständige Pfarrei.
1692 wurde die katholische Pfarrkirche erbaut.
Die katholische Pfarrkirche wurde 1728 erweitert. Nach dem Ersten Schlesischen Krieg 1742 fiel Grüben mit dem größten Teil Schlesiens an Preußen. 1783 zählte das Dorf 20 Bauern, 30 Gärtner- und drei Häuslerstellen sowie 415 Einwohner. Weiterhin befanden sich im Ort zwei Wassermühlen und eine Windmühle.
Nach der Neuorganisation der Provinz Schlesien gehörte die Landgemeinde Grüben ab 1816 zum Landkreis Falkenberg O.S. im Regierungsbezirk Oppeln. 1830 wurde ein neues Schulgebäude erbaut. 1845 bestanden im Dorf eine katholische Pfarrkirche, ein Schloss, ein Vorwerk, eine katholische Schule, eine Brauerei, eine Brennerei sowie 131 weitere Häuser. Im gleichen Jahr lebten in Grüben 889 Menschen, davon 38 evangelisch. 1855 lebten 310 Menschen im Ort. 1865 zählte das Dorf 14 Bauern-, fünf Halbbauer-, 35 Gärtner- und 37 Häuslerstellen. Die Schule wurde im gleichen Jahre von 50 Schülern besucht. 1874 wurde der Amtsbezirk Grüben gegründet, welcher aus den Landgemeinden Grüben und dem Gutsbezirk Grüben bestand. Erster Amtsvorsteher war der Rittergutsbesitzer Graf Walefski. 1885 zählte Grüben 840 Einwohner.
1933 lebten in Grüben 752 Menschen. Im Jahr 1939 zählte das Dorf 774 Einwohner. Bis Kriegsende 1945 gehörte der Ort zum Landkreis Falkenberg O.S.
Im Februar 1945 flüchtete ein Großteil der Bevölkerung vor der Roten Armee. Mitte März wurde das Dorf durch die Rote Armee erobert. Danach kam der bisher deutsche Ort unter polnische Verwaltung und wurde in Grabin umbenannt. Im Dezember 1946 wurde die restliche deutsche Bevölkerung vertrieben. 1950 kam der Ort zur Woiwodschaft Oppeln. 1960 wurde eine sechsklassige Schule im Ort eröffnet. Im gleichen Jahr lebten 319 Menschen im Ort. 1999 kam der Ort zum wiedergegründeten Powiat Opolski.

## Sehenswürdigkeiten
- Die römisch-katholische St.-Nikolaus-Kirche (poln. Kościół św. Mikołaja) wurde 1629 erbaut und zwischen 1728 und 1729 erweitert.[2] Seit 1966 steht das Gotteshaus unter Denkmalschutz.[8]
- Der Gutshof wurde im 19. Jahrhundert erbaut und steht seit 1966 unter Denkmalschutz.[8]
- Der daran anschließende Landschaftspark wurde bereits im 18. Jahrhundert angelegt. Dieser steht seit 1983 unter Denkmalschutz.[8]
- Wegekreuz

## Vereine
- Freiwillige Feuerwehr OSP Grabin
- Sportverein LZS Grabin